# Nguyễn Văn Huấn (tướng nhà Tây Sơn)
Nguyễn Văn Huấn (chữ Hán: 阮文訓) là một trong những tướng lĩnh kiệt xuất của phong trào Tây Sơn.

## Công trạng
Nguyễn Văn Huấn là em của Đại Tư mã Nguyễn Văn Danh. Hai anh em là em cô cậu với ba anh em Tây Sơn Tam Kiệt, đều theo học thầy Trương Văn Hiến. Trong khi Nguyễn Văn Danh chuyên về văn học và binh pháp thì Nguyễn Văn Huấn chuyên về binh pháp và võ nghệ. Do có sức khỏe, ông rất được Nguyễn Huệ yêu thích, cho làm tâm phúc.
Năm 1786, Khi Tây Sơn đánh lấy Thăng Long, triệu tập thợ rèn về phủ Phụng Thiên rèn đúc binh khí. Dương Trọng Tế giữ đất Gia Lâm, Dương Vân là con trai người anh ruột Dương Trọng Tế, tính rất hung tợn, vẫn thường tụ tập những phường vô loại, hoành hành ở các làng xóm, ai cũng phải khiếp sợ.
Lúc quân Tây Sơn ra, Vân ngầm cho gọi thợ rèn đến rèn đúc khí giới.. Nguyễn Huệ sai người tìm thợ rèn, nhân biết việc đó, bèn cho tróc nã bọn Vân. Vân đóng cổng làng, bắt hết những người của Bình đem giết đi. Trọng Tế cả sợ, bất đắc dĩ mới phải khởi binh, kéo cờ, chiếm cứ huyện Gia Lâm.
Chỉ trong mười ngày, quân của Dương Trọng Tế đã lên trên một vạn. Quân tuần tiễn của Tây Sơn do Nguyễn Văn Huấn chỉ huy đem quân sang sông đánh nhưng không hạ nổi. Sau đó ông cùng quân Tây Sơn rút về Nam.
Năm 1787, Nguyễn Văn Huấn theo về phe Bắc Bình vương Nguyễn Văn Huệ trong trận đánh Quy Nhơn với Thái Đức Đế Nguyễn Nhạc. Đó là lý do sau này ông và các tướng cũ của Thái Đức thù ghét nhau.
Cuối năm 1788, Sau khi Nguyễn Huệ lên ngôi Hoàng đế, ông được phong là Hộ giá Thượng tướng quân, tước Quận công.
Năm 1792, Quang Trung mất. Ông là một trong các đại thần nhận trọng mệnh phò tá Cảnh Thịnh.
Năm 1793, Khi Nguyễn Ánh vây thành Hoàng Đế, Nguyễn Văn Huấn cùng Thái úy Phạm Văn Hưng, Đại Tư mã Ngô Văn Sở, Đại Tổng quản Trần Quang Diệu, Tư lệ Lê Trung đem binh vào giải vây. Sau đó ông cùng Phạm Văn Hưng chiếm lấy kho tàng, bức ép Thái Đức Hoàng Đế Nguyễn Nhạc thổ huyết chết.
Đại Nam Thực Lục viết:
Tháng 8, quân ta vây thành Quy Nhơn đã lâu, giặc Nguyễn Văn Nhạc thế cùng, sai người báo cấp với Phú Xuân, Nguyễn Quang Toản sai đảng là Thái úy Nguyễn Văn Hưng, Hộ giá Nguyễn Văn Huấn, Tư lệ Lê Trung, Tư mã Ngô Văn Sở đem bộ binh 17.000 người, voi 80 thớt cùng Đô đốc Hố và Chưởng cơ Thiêm (đều không rõ họ) đem hơn 30 chiếc binh thuyền, đại cử vào cứu viện. (ĐNTL Tập 1, trang 307-308).
Giặc Tây Sơn Nguyễn Văn Nhạc chết. Tướng giặc là Nguyễn Văn Hưng, Nguyễn Văn Huấn, nhân quân ta đã lùi, bức Nhạc mà giữ lấy thành, Nhạc tức giận phát bệnh chết. Quang Toản phong con Nhạc là Nguyễn Văn Bảo làm Hiếu công, cắt huyện Phù Ly cho làm thực ấp. ý Bảo rất bất bình, mẹ Bảo nói khích rằng: "Mở mang bờ cõi đều là công của cha mày, nay Quang Toản cho mày ăn lộc một huyện, thà chết còn hơn chịu nhục". Bảo bèn cùng Quang Toản thất hòa. (ĐNTL Tập 1, trang 310).
Năm 1795, ông cùng Phạm Văn Hưng, Trần Quang Diệu, Lê Trung đem binh đánh Diên Khánh. Trong trận đánh ở Vân Canh, Nguyễn Văn Huấn cùng Kiểm điểm Trần Viết Kết phục binh đánh cho Nguyễn Văn Thành đại bại.
Đại Nam Thực Lục viết:
Thủy quân ta chặn ngang cửa biển. Thái úy giặc là Nguyễn Văn Hưng, thống lĩnh là Nguyễn Văn Chân ở trong cửa biển chẹn chỗ hiểm chống giữ. Hộ giá Nguyễn Văn Huấn giữ chợ Vân Sơn và Điểm Kiểm Trấn Viết Kết giữ bảo Hà Nha để chống bộ binh ta. Đông cung dâng biểu xin chia đường tiến đánh.. (ĐNTL Tập 1, trang 319).
Bộ binh của Đông cung từ thượng đạo đánh úp phá được ba bảo Hà Nha, Thị Dã và Chủ Sơn, bắt được hơn 2.000 quân giặc. Điểm kiểm giặc là Trần Viết Kết lùi chạy. Nguyễn Văn Thành khinh suất tiến theo, gặp phục binh nên bị thua. Quân ta bèn giữ bảo Hà Nha.. (ĐNTL Tập 1, trang 320).
Khi thấy Thái sư Bùi Đắc Tuyên lộng quyền, Nguyễn Văn Huấn cùng Đại Tư khấu Vũ Văn Dũng, Thái úy Phạm Văn Hưng làm binh biến giết chết Bùi Đắc Tuyên. Đại Tư mã Ngô Văn Sở và Tham nghị Bùi Đắc Trụ cũng bị thanh trừ ngay sau đó.
Tư khấu giặc là Võ Văn Dũng giết Thái sư giặc là Bùi Đắc Tuyên. Đắc Tuyên là cậu Nguyễn Quang Toản, khi Huệ chết, phó thác cho giúp Quang Toản. Đắc Tuyên lên nhiếp chính, sống chết cho lấy đều ở trong tay, tướng giặc nhiều người oán. Trung thư Trần Văn Kỷ có tội, Đắc Tuyên xử tội đồ, đày ra trạm Mỹ Xuyên. Dũng từ Bắc Thành về, Kỷ đón Dũng nói hết tình trạng Đắc Tuyên chuyên chế lộng quyền, dặn Dũng dùng kế mà giết. Dũng đến Phú Xuân, bàn mưu với Thái úy Nguyễn Văn Hưng và Hộ giá Nguyễn Văn Huấn tuyên bố là ra cánh đồng phía nam để tế cờ, nhân đêm đem đồ đảng vây Đắc Tuyên ở chùa Thiền Lâm. (Đắc Tuyền dùng chùa Thiền Lâm làm dinh ở). Đắc Tuyên lại ngẫu nhiên có việc vào ngủ ở phủ Quang Toản. Dũng bèn dời quân đến vây phủ Đắc Tuyên. Quang Toản bất đắc dĩ phải bắt Đắc Tuyên đưa cho Dũng. Dũng dìm chết. Con Đắc Tuyên là Đắc Thận và bè đảng là Ngô Văn Sở, ngự sử Chương (không rõ họ) hơn mười người đều bị Dũng giết. Quang Toản lại cho Kỷ làm phụ chính. Tư lệ Lê Trung cũng là bè đảng của Đắc Tuyên. Dũng bèn sai Huấn dẫn 500 quân vào thành Quy Nhơn, giả là đến tiếp viện, mà lập mưu trị Trung và Diệu để cướp binh quyền. (ĐNTL Tập 1, trang 320).
Nguyễn Văn Huấn đem binh vào Quy Nhơn để kiềm chế Trần Quang Diệu. Khi Trần Quang Diệu và Lê Trung gian lao rút về đến Quy Nhơn, ông đến tạ tội. Trần Quang Diệu không hỏi đến, kéo quân thẳng về Phú Xuân, cách Hương Giang đối binh với Đại Tư khấu Võ Văn Dũng.
Nội hầu Nguyễn Thế Tử kéo một đạo binh ra canh phòng cả hai bên. Thái úy Phạm Văn Hưng, Tham tri Binh bộ Võ Đình Tú, Lễ bộ Phan Huy Ích phải đi điều đình hai phe.
Cuối cùng hai bên giải binh. Tứ trụ đại thần gồm: Thiếu bảo Nguyễn Văn Huấn, Đại Tư đồ Vũ Văn Dũng, Thiếu phó Trần Quang Diệu, Đại Tư mã Nguyễn Văn Danh. Thái úy Phạm Văn Hưng là bậc cao nhất, nắm binh quyền. Chức Thái sư bỏ trống.
Tướng giặc Trần Quang Diệu đã về Quy Nhơn, Nguyễn Văn Huấn mưu không thành về Thuận Hóa trước, Diệu cũng dẫn quân đi theo. Đến nơi, Nguyễn Quang Toản đem lời giảng giải, bèn lấy Diệu làm Thiếu phó, Huấn làm Thiếu bảo, Vũ Văn Dũng làm Tư đồ, Nguyễn Văn Danh làm Tư mã, gọi là tứ trụ. Từ đó bọn tướng giặc chia thành bè đảng, đánh giết lẫn nhau, Quang Toản không thể ngăn được. (ĐNTL Tập 1, trang 337).
Năm 1798, Nguyễn Văn Huấn sau được điều vào trấn thủ Quy Nhơn thay cho Đại Tư lệ Lê Trung, nhưng do ông bị các tướng của Thái Đức cũ không phục nên lại bị triệu về triều. Do có công lớn, lại bị dè xiểm, Cảnh Thịnh còn nhỏ tuổi đã ra lệnh giết ông. Nguyễn Văn Huấn với Lê Trung, hai viên tướng tài của Tây Sơn cuối cùng bị giết oan. Nhà Tây Sơn suy sụp.
Giặc Nguyễn Quang Toản tính hay nghi kỵ, nghe lời gièm pha. Trong việc biến Tiểu triều, Toản ngờ Tư lệ Lê Trung ở Trà Khúc có dự mưu, gọi Trung về Thuận Hóa, rồi hỏi phụng chính là Trần Văn Kỷ rằng: "Tội Trung có đáng không ?" Kỷ nói: "Đáng". Toản bèn giết Trung. Lại nghe lời nói vu của Thượng thư Hồ Công Diện mà giết Thiếu bảo Nguyễn Văn Huấn. Từ đó các tướng giặc đâm lòng ly tán, nhiều người có chí bỏ chỗ tối về chỗ sáng. (ĐNTL Tập 1, trang 384).

## Nhận định
Có thể nhận định rằng Nguyễn Văn Huấn là một viên tướng tài nhưng ông nóng nảy, hung dữ khiến mất lòng nhiều người. Hành động sai lầm nhất là cùng Phạm Văn Hưng ép buộc Nguyễn Nhạc khiến ông uất hận mà chết. Điều này khiến nhiều tướng Tây Sơn sau này trở cờ theo Nguyễn Ánh chống lại triều đình Phú Xuân.